# Jimmy Connors
James Scott "Jimmy" Connors (sinh ngày 2 tháng 9 năm 1952 tại East St. Louis, Illinois) là cựu vận động viên quần vợt người Mỹ cũng đồng thời là cựu tay vợt số 1 thế giới. Anh nắm giữ vị trí số 1 với 160 tuần liên tiếp từ 29 tháng 7 năm 1974 đến 22 tháng 8 năm 1977 (kỷ lục trong thời gian đó), với 8 lần giữ vị trí đó trong suốt sự nghiệp của anh (tổng cộng 268 tuần). Connors giành 8 giải đơn và 2 giải đôi nam Grand Slam và cũng là á quân giải đôi nam nữ với Chris Evert tại Mỹ Mở rộng. Connors cũng thắng 3 giải vô địch cuối năm (year end championship) bao gồm 2 giải WCT Finals của WCT và 1 giải Tennis Masters Cup của Grand Prix Tennis Circuit. Anh cũng là huấn luyện viên của Andy Roddick trong chiến thắng Mỹ Mở rộng năm 2003.
Mặc dầu vậy Connors chưa bao giờ thắng giải Pháp Mở rộng, chiến thắng của anh tại giải Mỹ Mở rộng năm 1976 trong giai đoạn từ năm (1975–77) khi mà giải đấu diễn ra trên mặt sân đất nện. Connors trở thành một trong 6 người (Mats Wilander, Andre Agassi, Roger Federer, Rafael Nadal và Novak Djokovic giành dược danh hiệu Grand Slam trên 3 mặt sân cỏ, cứng và đất nện.
Connors cũng từng thắng giải Mỹ Mở rộng trên cả ba mặt sân cỏ, cứng và đất nện, là người duy nhất giành dược danh hiệu đó. Connors cũng trở thành tay vợt đầu tiên giành được vị trí số 1 thế giới tổng cộng hơn 200 tuần. 
Anh cũng là người duy nhất giành 109 danh hiệu đơn ATP trong suốt sự nghiệp.

## Grand Slam

### Vô địch (8)
| Năm  | Giải đấu        | Đối thủ      | Tỷ số                         |
| 1974 | Australian Open | Phil Dent    | 7–6(7), 6–4, 4–6, 6–3         |
| 1974 | Wimbledon       | Ken Rosewall | 6–1, 6–1, 6–4                 |
| 1974 | US Open         | Ken Rosewall | 6–1, 6–0, 6–1                 |
| 1976 | US Open (2)     | Björn Borg   | 6–4, 3–6, 7–6(9), 6–4         |
| 1978 | US Open (3)     | Björn Borg   | 6–4, 6–2, 6–2                 |
| 1982 | Wimbledon (2)   | John McEnroe | 3–6, 6–3, 6–7(2), 7–6(5), 6–4 |
| 1982 | US Open (4)     | Ivan Lendl   | 6–3, 6–2, 4–6, 6–4            |
| 1983 | US Open (5)     | Ivan Lendl   | 6–3, 6–7(2), 7–5, 6–0         |

### Á quân(7)
| Năm  | Giải đấu        | Đối thủ         | Tỷ số                   |
| 1975 | Australian Open | John Newcombe   | 7–5, 3–6, 6–4, 7–6(7)   |
| 1975 | Wimbledon       | Arthur Ashe     | 6–1, 6–1, 5–7, 6–4      |
| 1975 | US Open         | Manuel Orantes  | 6–4, 6–3, 6–3           |
| 1977 | Wimbledon (2)   | Björn Borg      | 3–6, 6–2, 6–1, 5–7, 6–4 |
| 1977 | US Open (2)     | Guillermo Vilas | 2–6, 6–3, 7–6(4), 6–0   |
| 1978 | Wimbledon (3)   | Björn Borg      | 6–2, 6–2, 6–3           |
| 1984 | Wimbledon (4)   | John McEnroe    | 6–1, 6–1, 6–2           |